# Pleurotomella bairdi
Pleurotomella bairdi är en snäckart som beskrevs av Addison Emery Verrill och Smith 1884. Pleurotomella bairdi ingår i släktet Pleurotomella och familjen kägelsnäckor. Inga underarter finns listade i Catalogue of Life.